# Distique élégiaque
Le distique élégiaque est une strophe composée de deux vers (un distique) formée pour le premier d'un hexamètre dactylique et pour le second d'un pentamètre dactylique. C'est par excellence le vers de l'élégie grecque et latine de l'Antiquité.

## Utilisation du distique élégiaque dans lalittérature antique
Le distique élégiaque  était utilisé par les gnomiques puis par les épigrammatiques pour des sentences morales ou autres mais il est surtout connu par les Alexandrins, dont le plus illustre représentant est Callimaque de Cyrène. C'est à la plainte lyrique, notamment amoureuse, et au récit mythologique que le  distique élégiaque a été le plus associé.
La métrique bivalente de ce distique, qui part d'un élan initial (l'hexamètre, vers de l'épopée) pour se briser avec le pentamètre, lui donne un rythme spécifique, fait d'envolées et de retombées, qui a pour effet de syncoper le discours. Aussi le distique élégiaque refuse-t-il l'épopée et l'éloquence.

## Scansiond'un distique élégiaque
Les distiques élégiaques sont traditionnellement imprimés avec un plus grand alinéa pour le pentamètre. Leur identification en est ainsi grandement facilitée : 
O numquam pro me satis indignate Cupido → hexamètre
O in corde meo desidiose puer, → pentamètre
Quid me, qui miles numquam tua signa reliqui, → hexamètre
Lædis, et in castris vulneror ipse meis ? → pentamètre
Ovide, Amours, II, 9, v. 1-4.

### Hexamètre
Le distique élégiaque se compose de deux parties, et d'abord d'un hexamètre dactylique, ainsi noté :
| — ∪ ∪ | — ∪ ∪ | — ∪ ∪ | — ∪ ∪ | — ∪ ∪ | — ∪ |

### Pentamètre
La deuxième partie du distique élégiaque est le pentamètre dactylique, un vers qu'on rencontre uniquement dans cette formation poétique. Contrairement à ce que son nom pourrait laisser croire, il est composé de six pieds et non de cinq ; seulement, le 3e et le 6e sont dits « catalectiques », c'est-à-dire incomplets (il manque une syllabe à chacun des deux hémistiches). Le mètre adopte les possibilités de réalisation suivantes : 
| — ∪ ∪ | — ∪ ∪ | — || — ∪ ∪ | — ∪ ∪ | ∪ |
À noter : 
- les 3e et 6e pieds ne sont composés que d'une syllabe, forcément longue pour le 3e, anceps pour le 6e ;
- seuls les pieds 1 et 2 offrent un choix entre le dactyle et le spondée ;
- la césure tombe toujours après le 3e pied.

### Exemple
Ō nūm/quām prō/ mē// sătĭs / īndīg/nātĕ Cŭ/pīdō
Ō īn/ cōrdĕ mĕ/ō// dēsĭdĭ/ōsĕ pŭ/ĕr,
Quīd mē/, quī mī/lēs// nūm/quām tŭă/ sīgnă rĕ/līquī,
Laedĭs, ĕt/ īn cās/trīs// vūlnĕrŏr/ īpsĕ mĕ/īs ?